# Herbert Martin
Herbert Martin (29 d'agost de 1925 - 29 de setembre de 2016) va ser un futbolista del Sarre i alemany.
El davanter va passar la major part de la seva carrera amb el club 1. FC Saarbrücken. Va ser el màxim golejador de la selecció de futbol del Sarre (empat amb Herbert Binkert), amb sis gols, mentre l'equip va existir, entre els anys 1950 i 1956. Va guanyar 17 partits per a la Federació del Sarre que més tard es va incloure a l'Associació de Futbol d'Alemanya Occidental. Va morir el 2016.